# Coupe d'Europe des vainqueurs de coupe féminine de handball 2011-2012
Navigation
Coupe des coupes 2010-2011 Coupe des coupes 2012-2013
La Coupe d'Europe des vainqueurs de coupe féminine de handball 2011-2012 est la 36e édition de la Coupe d'Europe des vainqueurs de coupe féminine de handball, compétition de handball créée en 1976 et organisée par l'EHF.
Le club hongrois du Ferencváros TC, tenant du titre, s'impose à nouveau en disposant en finale du club danois du Viborg HK.

## Formule
La Coupe des Vainqueurs de Coupe est également appelée C2. Elle regroupe, au 2e tour, 32 équipes. Il est d’usage que les vainqueurs des Coupes Nationales respectives y participent.
L’arrivée régulière des clubs éliminés de la Ligue des Champions a considérablement relevé le niveau de cette Coupe d’Europe. L’ensemble des rencontres se dispute en matchs aller-retour, y compris la finale.

## Équipes qualifiées
Les labels entre parenthèses indiquent le mode de qualification lorsque ce n'est pas via les résultats en coupe nationale :
- LDC-Q1 : équipes éliminées du Premier tour de qualifications de la Ligue des champions
- LDC-Q2 : équipes éliminées du Deuxième tour de qualifications de la Ligue des champions
- LDC-PG : équipes éliminées de la Phase de groupe de la Ligue des champions
- T : Tenant du titre

| Huitièmes de finale (4)             | Huitièmes de finale (4)      | Huitièmes de finale (4)   | Huitièmes de finale (4)        |
| ----------------------------------- | ---------------------------- | ------------------------- | ------------------------------ |
| Randers HK (LDC-PG)                 | Viborg HK (LDC-PG)           | Byåsen Trondheim (LDC-PG) | HC Dinamo Volgograd (LDC-PG)   |
| Troisième tour de qualification (8) |                              |                           |                                |
| Debreceni VSC (LDC-Q2)              | IK Sävehof (LDC-Q2)          | Tertnes Bergen (LDC-Q2)   | Zaglebie Lubin (LDC-Q2)        |
| Elda Prestigio (LDC-Q2)             | ŽRK Metalurg Skopje (LDC-Q2) | ŽRK Zaječar (LDC-Q2)      | U Jolidon Cluj (LDC-Q2)        |
| Deuxième tour de qualification (30) |                              |                           |                                |
| Union Korneuburg                    | HRK Katarina Mostar          | HC Gorodnichanka          | AC Latsia Kentriki Asfalistiki |
| HC Veselí nad Moravou (LDC-Q2)      | Toulon Saint-Cyr VHB         | HC Leipzig                | AC Ormi-Loux Patras (LDC-Q1)   |
| OF Néa Ionía                        | Alcoa FKC                    | Ferencváros TC (T)        | Fram Reykjavík                 |
| HC Sassari                          | KHF Kastrioti                | Westfriesland SEW         | SV Dalfsen (LDC-Q2)            |
| Levanger HK                         | Vistal Gdynia                | Gil Eanes Lagos (LDC-Q2)  | Madeira Andebol SAD            |
| HC Otelul Galati                    | Rostov-Don (LDC-Q2)          | Zvezda Zvenigorod         | ŽORK Jagodina                  |
| Iuventa Michalovce (LDC-Q1)         | BM Mar Sagunto               | LK Zug Handball           | LC Brühl Handball (LDC-Q1)     |
| Izmir BSB SK                        | Üsküdar BSK (LDC-Q1)         |                           |                                |
| Premier tour de qualification (4)   |                              |                           |                                |
| Initia Hasselt                      | HC Garliava-SM               | RK Žito Prilep            | ŽRK Krka                       |

## Tours de qualification

### Premier tour
| Date Aller       | Club           | Aller   | Total   | Retour  | Club                | Date Retour       |
| ---------------- | -------------- | ------- | ------- | ------- | ------------------- | ----------------- |
| 3 septembre 2011 | HC Garliava SM | 19 – 22 | 49 – 59 | 30 – 37 | HC Zito Prilep      | 10 septembre 2011 |
| 3 septembre 2011 | Initia Hasselt | 24 – 32 | 45 – 68 | 21 – 36 | ZRK Krka Novo Mesto | 10 septembre 2011 |

### Deuxième tour
Le deuxième tour regroupe les deux clubs du premier tour qualifiés et trente (30) autres clubs directement qualifiés pour ce deuxième tour :
| Date Aller        | Club                        | Aller   | Total    | Retour  | Club                           | Date Retour      |
| ----------------- | --------------------------- | ------- | -------- | ------- | ------------------------------ | ---------------- |
| 30 septembre 2011 | HC Sassari                  | 27 – 37 | 56 – 77  | 29 – 40 | Iuventa Michalovce             | 1er octobre 2011 |
| 30 septembre 2011 | ZRK Krka Novo mesto         | 23 – 30 | 47 – 63  | 24 – 33 | BM Mar Sagunto                 | 8 octobre 2011   |
| 1er octobre 2011  | Ormi Loux Patras            | 34 – 24 | 62 – 50  | 28 – 26 | LK Zug Handball                | 2 octobre 2011   |
| 1er octobre 2011  | Ferencváros TC              | 51 – 18 | 95 – 41  | 44 – 23 | Union Korneuburg               | 8 octobre 2011   |
| 1er octobre 2011  | MizuWaAi Dalfsen            | 38 – 28 | 71 – 41  | 33 – 16 | OF Néa Ionía                   | 2 octobre 2011   |
| 7 octobre 2011    | RK Katarina Mostar          | 16 – 28 | 32 – 71  | 16 – 43 | Toulon St-Cyr HB               | 9 octobre 2011   |
| 1er octobre 2011  | Gil Eanes Lagos             | 17 – 22 | 36 – 42  | 19 – 20 | Westfriesland SEW              | 2 octobre 2011   |
| 1er octobre 2011  | Madeira Andebol SAD         | 28 – 31 | 44 – 59  | 16 – 28 | Rostov-Don                     | 8 octobre 2011   |
| 1er octobre 2011  | Vistal Laczpol Gdynia       | 25 – 28 | 51 – 52  | 26 – 24 | HC Leipzig                     | 9 octobre 2011   |
| 1er octobre 2011  | Levanger HK                 | 35 – 18 | 69 – 35  | 34 – 17 | Izmir BSB SK                   | 2 octobre 2011   |
| 1er octobre 2011  | Britterm Veseli Nad Moravou | 24 – 17 | 42E - 42 | 18 – 25 | HC Zito Prilep                 | 8 octobre 2011   |
| 1er octobre 2011  | HC Gorodnichanka            | 24 – 17 | 63 – 54  | 27 – 24 | LC Brühl Handball              | 9 octobre 2011   |
| 2 octobre 2011    | Üsküdar BSK                 | 40 – 27 | 73 – 50  | 33 – 23 | AC Latsia Kentriki Asfalistiki | 9 octobre 2011   |
| 8 octobre 2011    | Zvezda Zvenigorod           | 31 – 21 | 60 – 55  | 29 – 34 | ŽORK Jagodina                  | 8 octobre 2011   |
| 8 octobre 2011    | Fram Reykjavik              | 22 – 31 | 48 – 60  | 26 – 29 | Alcoa FKC                      | 9 octobre 2011   |
| 8 octobre 2011    | HC Otelul Galati            | 45 – 14 | 84 – 35  | 39 – 21 | KHF Kastrioti                  | 9 octobre 2011   |

### Troisième tour
Le troisième tour regroupe les seize (16) clubs du deuxième tour qualifiés et huit (8) autres clubs éliminés du deuxième tour de la Ligue des champions :
| Date Aller       | Club                       | Aller   | Total   | Retour  | Club                        | Date Retour      |
| ---------------- | -------------------------- | ------- | ------- | ------- | --------------------------- | ---------------- |
| 4 novembre 2011  | Tertnes IL                 | 23 – 29 | 48 – 62 | 25 – 33 | Zvezda Zvenigorod           | 12 novembre 2011 |
| 5 novembre 2011  | Ormi Loux Patras           | 27 – 31 | 53 – 72 | 26 – 41 | Debreceni VSC               | 12 novembre 2011 |
| 5 novembre 2011  | HC Otelul Galati           | 30 – 25 | 53 – 54 | 23 – 29 | ŽRK Metalurg Skopje         | 12 novembre 2011 |
| 5 novembre 2011  | BM Mar Sagunto             | 30 – 28 | 56 – 49 | 26 – 21 | HC Gorodnichanka            | 12 novembre 2011 |
| 5 novembre 2011  | Westfriesland SEW          | 19 – 34 | 40 – 72 | 21 – 38 | Ferencváros TC              | 13 novembre 2011 |
| 5 novembre 2011  | Alcoa FKC                  | 35 – 23 | 62 – 54 | 27 – 31 | Üsküdar BSK                 | 13 novembre 2011 |
| 5 novembre 2011  | Iuventa Michalovce         | 33 – 37 | 57 – 62 | 24 – 25 | IK Sävehof                  | 6 novembre 2011  |
| 6 novembre 2011  | Toulon St-Cyr Var Handball | 31 – 27 | 52 – 53 | 21 – 26 | HC Leipzig                  | 13 novembre 2011 |
| 6 novembre 2011  | KGHM Metraco Zaglebe       | 29 – 18 | 53 – 43 | 24 – 25 | Britterm Veseli nad Moravou | 12 novembre 2011 |
| 11 novembre 2011 | MizuWaAi Dalfsen           | 24 – 27 | 46 – 57 | 22 – 30 | ŽRK Zaječar                 | 12 novembre 2011 |
| 12 novembre 2011 | BM Elda Prestigio          | 21 – 32 | 45 – 66 | 24 – 34 | Rostov-Don                  | 13 novembre 2011 |
| 12 novembre 2011 | U Jolidon Cluj             | 27 – 33 | 59 – 40 | 32 – 17 | Levanger HK                 | 13 novembre 2011 |

## Phase finale

### Huitièmes de finale
Les huitièmes de finale regroupent les douze (12) clubs du troisième tour qualifiés et les quatre (4) clubs éliminés de la phase de groupe de la Ligue des champions (classés à la troisième place) :
| Date Aller      | Club             | Aller   | Total   | Retour  | Club                        | Date Retour     |
| --------------- | ---------------- | ------- | ------- | ------- | --------------------------- | --------------- |
| 4 février 2012  | U Jolidon Cluj   | 24 – 29 | 55 – 64 | 31 – 35 | Dinamo Volgograd            | 11 février 2012 |
| 4 février 2012  | Randers HK       | 26 – 25 | 49 – 55 | 23 – 30 | Zvezda Zvenigorod           | 11 février 2012 |
| 5 février 2012  | Rostov-Don       | 23 – 22 | 46 – 54 | 23 – 32 | Ferencváros TC              | 11 février 2012 |
| 5 février 2012  | Byåsen Trondheim | 37 – 23 | 56 – 46 | 19 – 23 | KGHM Metraco Zaglebie Lubin | 11 février 2012 |
| 5 février 2012  | BM Mar Sagunto   | 25 – 31 | 53 – 59 | 28 - 28 | Debreceni VSC               | 11 février 2012 |
| 5 février 2012  | Alcoa FKC        | 24 – 20 | 41 – 44 | 17 – 24 | ŽRK Zaječar                 | 11 février 2012 |
| 5 février 2012  | Viborg HK        | 37 – 26 | 66 – 54 | 29 – 28 | IK Sävehof                  | 11 février 2012 |
| 10 février 2012 | HC Leipzig       | 25 – 13 | 48 – 39 | 23 – 26 | ŽRK Metalurg Skopje         | 12 février 2012 |

### Quarts de finale
| Date Aller  | Club             | Aller   | Total   | Retour  | Club              | Date Retour  |
| ----------- | ---------------- | ------- | ------- | ------- | ----------------- | ------------ |
| 3 mars 2012 | ŽRK Zaječar      | 28 – 31 | 54 – 63 | 26 – 32 | Dinamo Volgograd  | 10 mars 2012 |
| 3 mars 2012 | Ferencváros TC   | 32 – 24 | 67 – 55 | 35 – 31 | Zvezda Zvenigorod | 10 mars 2012 |
| 4 mars 2012 | Viborg HK        | 42 – 25 | 81 – 50 | 39 – 25 | Debreceni VSC     | 11 mars 2012 |
| 4 mars 2012 | Byåsen Trondheim | 28 – 29 | 48 – 55 | 20 – 26 | HC Leipzig        | 12 mars 2012 |

### Demi-finales
Le tirage au sort des demi-finales a été effectué le mardi 12 mars à Vienne (Autriche) :
| Date Aller     | Club           | Aller   | Total   | Retour  | Club             | Date Retour  |
| -------------- | -------------- | ------- | ------- | ------- | ---------------- | ------------ |
| 31 mars 2012   | Ferencváros TC | 34 – 26 | 67 – 64 | 33 – 38 | Dinamo Volgograd | 7 avril 2012 |
| 1er avril 2012 | HC Leipzig     | 30 – 29 | 57 – 62 | 27 – 33 | Viborg HK        | 9 avril 2012 |

### Finale
| Date Aller | Club           | Aller   | Total   | Retour  | Club      | Date Retour |
| ---------- | -------------- | ------- | ------- | ------- | --------- | ----------- |
| 6 mai 2012 | Ferencváros TC | 31 – 30 | 62 – 60 | 31 – 30 | Viborg HK | 12 mai 2012 |

#### Finale aller
| 6 mai 2012 18 h 30 | Ferencváros TC                       | 31 - 30   | Viborg HK    | City Hall Dabas, Budapest Affluence : 2 498 Arbitrage : J. Brehmer, A. Skowronek |
| 6 mai 2012 18 h 30 | Zita Szucsánszki, Zsuzsanna Tomori 6 | (14 - 12) | Rikke Skov 8 | City Hall Dabas, Budapest Affluence : 2 498 Arbitrage : J. Brehmer, A. Skowronek |
| 6 mai 2012 18 h 30 | ×3 ×4                                | Rapport   | ×3 ×4        | City Hall Dabas, Budapest Affluence : 2 498 Arbitrage : J. Brehmer, A. Skowronek |

#### Finale retour
| 13 mai 2012 16 h 40 | Viborg HK     | 30 - 31 | Ferencváros TC                       | Viborg Stadionhal, Viborg Affluence : 2 500 Arbitrage : Charlotte et Julie Bonaventura |
| 13 mai 2012 16 h 40 | Rikke Skov 10 |         | Mónika Kovacsicz, Zita Szucsánszki 6 | Viborg Stadionhal, Viborg Affluence : 2 500 Arbitrage : Charlotte et Julie Bonaventura |
| 13 mai 2012 16 h 40 | ×3 ×4         | Rapport | ×3                                   | Viborg Stadionhal, Viborg Affluence : 2 500 Arbitrage : Charlotte et Julie Bonaventura |

## Les championnes d'Europe
| Championne d'Europe EHF des vainqueurs de coupe 2012 Ferencvárosi TC Budapest 3e titre |